# Saksen-Weimar

Kaart van het hertogdom Saksen-Weimar.

Saksen-Weimar was een van de Ernestijnse hertogdommen in Thüringen met als hoofdstad Weimar. Tussen 1572 en 1741 heeft er steeds een hertogdom Saksen-Weimar bestaan, hoewel de samenstelling van het land vier keer veranderde:
- Van 1572 tot 1603
- Van 1603 tot 1640
- Van 1640 tot 1672
- Van 1672 tot 1741

Na 1741 ging het hertogdom op in het grotere Hertogdom Saksen-Weimar-Eisenach.
Soms wordt het Hertogdom Saksen, dat alle Ernestijnse gebieden omvatte, naar de hoofdstad ook wel Saksen-Weimar genoemd.
Het Groothertogdom Saksen-Weimar werd  in Nederland vaak Hertogdom Saksen-Weimar-Eisenach genoemd. In 1877 werd de staat officieel omgedoopt tot Groothertogdom Saksen .